# Rhinogobius nagoyae
Rhinogobius nagoyae är en fiskart som beskrevs av Jordan och Seale, 1906. Rhinogobius nagoyae ingår i släktet Rhinogobius och familjen smörbultsfiskar.

## Underarter
Arten delas in i följande underarter:
- R. n. nagoyae
- R. n. formosanus